# Основний психологічний закон
Основни́й психологі́чний зако́н — припущення про поведінку споживача, сформульоване Джоном Мейнардом Кейнсом. Кейнс вважав, що особисте споживання збільшується при зростанні наявного доходу, але не залежить від росту доходу.
Твердження було сформульоване Джоном Кейнсом в книзі «Загальна теорія зайнятості, відсотків і грошей» і було використане ним для опису поведінки споживачів. Основний закон — поведінкова передумова, він не спирається на теорію раціонального вибору і тому тільки спрощено описує вибір споживача.
Основний закон лежить в основі кейнсіанської функції споживання і тісно пов'язаний з її характеристиками: граничною та середньою схильністю до споживання.

## Формулювання Кейнса
Кейнс формулював основний психологічний закон таким чином:

Основний психологічний закон, на який ми можемо покластися не тільки апріорі, виходячи з нашого знання людської природи, а й на підставі детального вивчення досвіду, полягає в тому, що люди схильні, як правило, збільшувати своє споживання з ростом доходу, але не в тій же мірі, в якій росте дохід. Це означає, що якщо {\displaystyle C_{w}} — величина споживання, а {\displaystyle Y_{w}} — дохід (причому обидва виміряні в одиницях заробітної плати), то {\displaystyle \Delta C_{w}} має такий же знак, що і {\displaystyle \Delta Y_{w}}, але за величиною менше, тобто {\displaystyle {\frac {dC_{w}}{dY_{w}}}} — має позитивну величину і менше одиниці. — Дж. М. Кейнс «Загальна теорія зайнятості, відсотків і грошей»
Таким чином, основний психологічний закон спирається на три припущення:
1. споживання позитивно залежить від доходу,
2. на споживання витрачається тільки частина доходу,
3. з ростом доходу споживання зростає повільніше.

Кейнс вважав, що основним чинником, який визначає величину споживання, є розмір наявного доходу, тоді як рівень відсоткової ставки не є суттєвим. У цьому він розходився з представниками неокласичної школи, які вважали, що ставка важлива для прийняття рішення про величину заощаджень.

### Гранична схильність до споживання
Приріст споживання в абсолютному вираженні менший, ніж приріст доходу, так дохід ділиться між споживанням і заощадженнями:
{\displaystyle \Delta Y=\Delta C+\Delta S},
де {\displaystyle \Delta Y} — зміна доходу, {\displaystyle \Delta C} — зміна споживання, {\displaystyle \Delta S} — зміна заощаджень.
Частка споживання в додатковому доході називається граничною схильністю до споживання. Величина схильності є дадатним числом, що не перевищує одиницю. Різниця між одиницею і граничною схильністю до споживання називається граничною схильністю до заощадження.
{\displaystyle MPC+MPS\equiv 1},
де {\displaystyle MPC} — гранична схильність до споживання (англ. marginal propensity to consume), {\displaystyle MPS} — гранична схильність до заощадження (англ. marginal propensity to save).

### Функція споживання
Основний закон лежить в основі кейнсіанської функції споживання, яка описує поведінку споживача в макроекономічних моделях (див. мікроекономічні обгрунтування). Передбачається, що гранична схильність є постійною величиною, яка не залежить ні від доходу, ні від третіх чинників.
{\displaystyle C=C_{a}+MPC(Y-T)},
де {\displaystyle C} — споживання; {\displaystyle C_{a}} — автономне споживання, яке не залежить від доходу; {\displaystyle Y} — дохід; {\displaystyle T} — податки на доходи; {\displaystyle MPC\in (0,1)} — гранична схильність до споживання.
Автономне споживання присутнє в функції, так як споживачі змушені здійснювати необхідні витрати навіть у разі короткочасної відсутності доходу.

### Середня схильність до споживання
Відношення сукупного споживання до сукупного доходу називається середньою схильністю до споживання.
{\displaystyle APC={\dfrac {C_{a}}{Y-T}}+MPC},
де {\displaystyle APC} — середня схильність до споживання (англ. avearge propensity to consume).
Середня схильність не дорівнює граничній через наявність автономного споживання. Наявність автономного споживання призводить до того, що середня схильність зменшується в міру зростання доходу і прагне до граничної. Зниження середньої схильності є математичним відображенням основного психологічного закону.

## Критика
Перші спроби перевірити основний психологічний закон на даних були успішними. Всі три припущення були виконані. Споживання дійсно прямо залежало від доходу, частина доходу не споживалася, і в міру зростання доходу споживання росло повільніше. Однак більш глибокі дослідження показали, що основний психологічний закон не виконується. Саймон Кузнець виявив, що якщо взяти дані за тривалий період часу, то відношення споживання до доходу (середня схильність) виявляється сталим. При цьому в короткостроковому періоді функція споживання виглядала так, як припускав Кейнс.
Пояснення цьому явищу було дано в рамках теорії міжчасового вибору. Вона стверджує, що споживання залежить не тільки від поточного доходу, а й того, який дохід споживач очікує отримати протягом усього життя. Домогосподарства дійсно розподіляють дохід між споживанням і заощадженнями, однак пропорція, в якій здійснюється такий розподіл, може змінюватися з часом. Заощадження (і запозичення) використовуються для того, щоб згладжувати споживання при коливаннях поточного доходу.
До Кейнса модель, що враховує міжчасовий вибір, пропонував Ірвінг Фішер. Вона враховувала не тільки дохід споживача протягом усього життя, але і рівень відсоткових ставок, який Кейнс ігнорував. Згодом інші економісти також спробували пояснити поведінку споживача, враховуючи фактор часу. До таких спроб можна віднести наступні гіпотези, висловлені економістами:
1. Гіпотеза життєвого циклу, запропонована Франко Модільяні, Альбертом Андо[ru] і Річардом Брумбергом.
2. Гіпотеза постійного доходу, запропонована Мілтоном Фрідманом.

## Цікаві факти
Основним результатом сучасних моделей міжчасового вибору є правило Кейнса — Ремзі, яке описує поведінку агентів більш точно, ніж основний психологічний закон Кейнса. Правило було вперше отримано Ремзі для моделі оптимальних заощаджень, а Кейнс допоміг його економічно інтерпретувати. Однак в роботі «Загальна теорія зайнятості, відсотків і грошей» він використовував набагато простіший психологічний закон.